# Medetera aberrans
Medetera aberrans är en tvåvingeart som beskrevs av Wheeler 1899. Medetera aberrans ingår i släktet Medetera och familjen styltflugor. Inga underarter finns listade i Catalogue of Life.